# Сава Бараћ
Сава Дечанац (световно име: Ђорђе Бараћ; Гњеждане код Новог Пазара, 19. септембар / 1. октобар 1831. — Чачак, 4/17. мај 1913) био је епископ Српске православне цркве.

## Биографија
Сава (световно Ђорђе Бараћ) рођен је 1. октобра 1831. године у селу Гњеждане код Новог Пазара, од родитеља Марте и Димитрија. Основно образовање добио је у манастиру Дечанима, где је и замонашен на Божић 1854. године.
Рукоположен је од митрополита рашко-призренског Мелентија у чин ђакона 2. марта 1855. године у Дежеву, а у чин јеромонаха 5. марта исте године у Храму Светих апостола Петра и Павла на утоки Дежеве у Рашку. По рукоположењу постао је духовник дечанског метоха у Пироту, одакле га је пут 1861. одвео у Београдску богословију.
За време школовања у Београду борио се на препрекама града када су га Турци јуна 1862. године бомбардовали са Калемегдана. Када је завршио богословију, постао је учитељ у Пећи. Жељан науке, с благословом митрополита српског Михаила, уписао се у Кијевску духовну академију, коју је завршио са степеном кандидата богословља 1871. године. По повратку из Русије постављен је у августу исте године за првог наставника и ректора Богословије у Призрену. Са овога положаја отишао је 1. јануара 1873. године, када је због турских зулума морао напустити Призрен. За време ратова 1876/1878. године био је командант дежевско-ибарских устаника, а када је дошло до рата са Бугарском, командант другог добровољачког одреда.
Када је наступило примирје, архимандрит Сава учествује у раду Берлинског конгреса 1878. године. По повратку Сава је на дужности администратора Епархије врањске, члана ужичке, а потом нишке конзисторије.
После одступања митрополита Михаила, био му је понуђен и епископски чин. За епископа жичког посвећен је 3. јула 1889. године. Као епархијски епископ оставио је одличне извештаје о својим канонским посетама и у истима дао драгоцене податке о манастирима и парохијским храмовима. У епископу Сави Српска црква је имала сјајног црквено-народног радника који је активно учествовао у свему ономе што је било на корист тада поробљеном српском народу на Косову, а потом и у ослобођеним крајевима. Епископ Сава се истакао и као писац, нарочито архипастирских посланица., Сарађивао је и са листом "Црквени гласник", Лесковац 1897. године.
Умро је 17. маја 1913. године у Чачку, а привремено сахрањен у манастиру Жичи. По својој изричитој жељи пренет је у Манастир Дечане на Видовдан 1936. године.

## Дело
- Владалац и народ, Београд 1897. године.[6]
- Манастири у Краљевини Србији, Београд 1899. године.[7]
- Помозимо Високим Дечанима, Београд 1902. године.[8]